# Cryptanura nigrolineata
Cryptanura nigrolineata là một loài tò vò trong họ Ichneumonidae.